# Quenne
Quenne est une commune française située dans le département de l'Yonne en région Bourgogne-Franche-Comté.

## Géographie
Quenne fait partie de l'agglomération d'Auxerre, c'est une commune membre de la Communauté de l’Auxerrois

### Climat
Pour des articles plus généraux, voir Climat de la Bourgogne-Franche-Comté et Climat de l'Yonne.
En 2010, le climat de la commune est de type climat océanique dégradé des plaines du Centre et du Nord, selon une étude du Centre national de la recherche scientifique s'appuyant sur une série de données couvrant la période 1971-2000. En 2020, Météo-France publie une typologie des climats de la France métropolitaine dans laquelle la commune est exposée à un climat océanique altéré et est dans la région climatique  Lorraine, plateau de Langres, Morvan, caractérisée par un hiver rude (1,5 °C), des vents modérés et des brouillards fréquents en automne et hiver. 
Pour la période 1971-2000, la température annuelle moyenne est de 10,7 °C, avec une amplitude thermique annuelle de 15,6 °C. Le cumul annuel moyen de précipitations est de 794 mm, avec 12,4 jours de précipitations en janvier et 7,7 jours en juillet. Pour la période 1991-2020, la température moyenne annuelle observée sur la station météorologique de Météo-France la plus proche, « Chablis_sapc », sur la commune de Chablis à 12 km à vol d'oiseau, est de 11,6 °C et le cumul annuel moyen de précipitations est de 740,3 mm. 
La température maximale relevée sur cette station est de 42,6 °C, atteinte le 25 juillet 2019 ; la température minimale est de −24,2 °C, atteinte le 16 janvier 1985,,. 
Les paramètres climatiques de la commune ont été estimés pour le milieu du siècle (2041-2070) selon différents scénarios d'émission de gaz à effet de serre à partir des nouvelles projections climatiques de référence DRIAS-2020. Ils sont consultables sur un site dédié publié par Météo-France en novembre 2022.

## Urbanisme

### Typologie
Au 1er janvier 2024, Quenne est catégorisée commune rurale à habitat dispersé, selon la nouvelle grille communale de densité à sept niveaux définie par l'Insee en 2022.
Elle est située hors unité urbaine. Par ailleurs la commune fait partie de l'aire d'attraction d'Auxerre, dont elle est une commune de la couronne,. Cette aire, qui regroupe 104 communes, est catégorisée dans les aires de 50 000 à moins de 200 000 habitants,.

### Occupation des sols
L'occupation des sols de la commune, telle qu'elle ressort de la base de données européenne d’occupation biophysique des sols Corine Land Cover (CLC), est marquée par l'importance des territoires agricoles (91 % en 2018), une proportion sensiblement équivalente à celle de 1990 (91,1 %). La répartition détaillée en 2018 est la suivante : 
terres arables (79,8 %), forêts (8,8 %), zones agricoles hétérogènes (7,9 %), prairies (3 %), cultures permanentes (0,3 %), zones industrielles ou commerciales et réseaux de communication (0,2 %). L'évolution de l’occupation des sols de la commune et de ses infrastructures peut être observée sur les différentes représentations cartographiques du territoire : la carte de Cassini (XVIIIe siècle), la carte d'état-major (1820-1866) et les cartes ou photos aériennes de l'IGN pour la période actuelle (1950 à aujourd'hui).

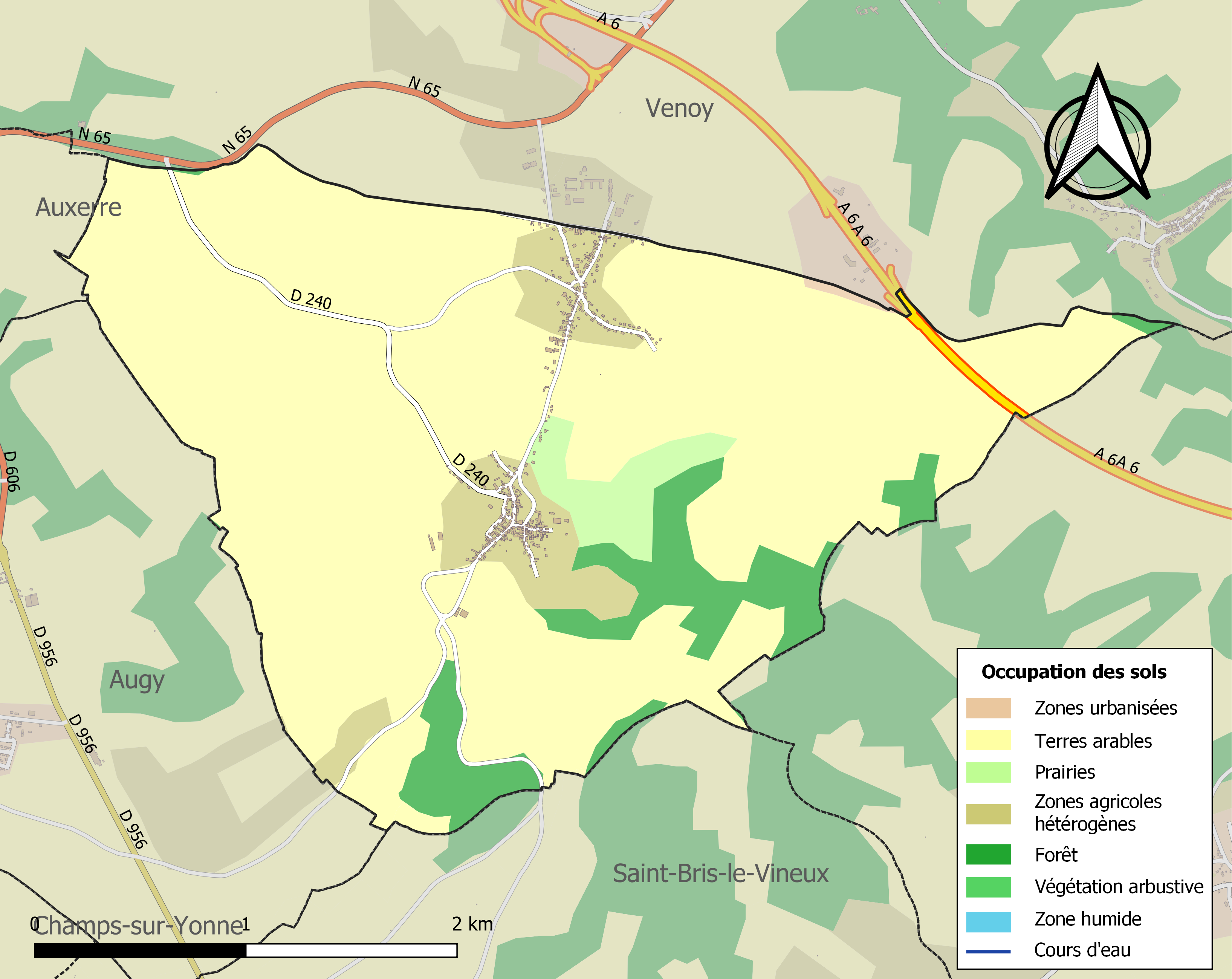
Carte des infrastructures et de l'occupation des sols de la commune en 2018 (CLC).

## Histoire
Dès le Moyen Âge, le village était assez actif dans l'environnement de la ville principale du secteur, Auxerre, concrétisé dès le XIIe siècle avec la construction de son église.
Au sommet de la commune, les vestiges subsistent d'une tour équipée à la fin du XVIIIe siècle par le télégraphe Chappe.

### Première Guerre mondiale

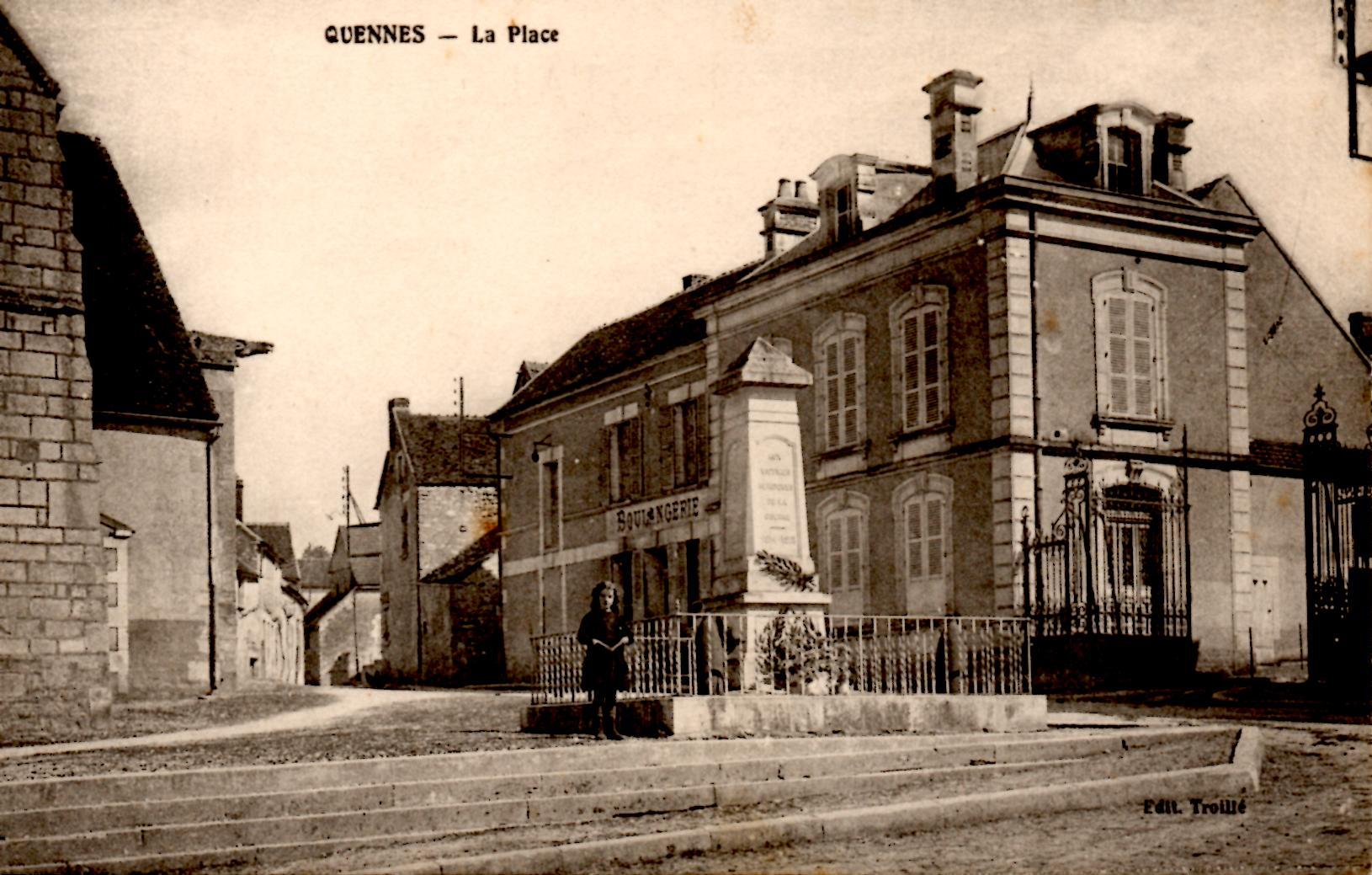
Monument aux morts en 1930

Comme dans toutes les communes françaises, les hommes du village ont été mobilisés dans différents régiments engagés sur l'ensemble des fronts où était présente la France. Plusieurs d'entre eux, 17 au total, ne sont jamais rentrés dans leurs familles. La liste des morts pour la France est visible sur le monument aux morts construit devant l'église, qui est classée par année de décès.

## Politique et administration
| Période | Période  | Identité              | Étiquette | Qualité |
| ------- | -------- | --------------------- | --------- | ------- |
| 1793    | 1794     | Jean Jouby            |           |         |
| 1794    | 1796     | Edmé Fournier         |           |         |
| 1796    | 1797     | Jean Dore             |           |         |
| 1797    | 1798     | Pierre Pretat         |           |         |
| 1798    | 1800     | Jean Dore             |           |         |
| 1800    | 1830     | Jean Jouby            |           |         |
| 1830    | 1831     | Jacques Chevrin       |           |         |
| 1831    | 1834     | Victor Petitjean      |           |         |
| 1834    | 1835     | Edmé Morat            |           |         |
| 1835    | 1840     | Claude Gilland        |           |         |
| 1840    | 1846     | Jean-Hubert Petitjean |           |         |
| 1846    | 1870     | François Guiard       |           |         |
| 1870    | 1881     | Etienne Lebrun        |           |         |
| 1881    | 1890     | Adolphe Petitjean     |           |         |
| 1890    | 1896     | Hubert Joussot        |           |         |
| 1896    | 1896     | Alphonse Lhote        |           |         |
| 1896    | 1908     | Edmé Alliot           |           |         |
| 1908    | 1912     | Grégoire Peltier      |           |         |
| 1912    | 1919     | Edmé Aillot           |           |         |
| 1919    | 1952     | Edouard Letourneau    |           |         |
| 1952    | 1977     | René Letourneau       |           |         |
| 1977    | 1984     | Lucienne Tremblay     |           |         |
| 1984    | 2001     | Jean-Claude Gaumont   |           |         |
| 2001    | 2005     | Andrée Debert         |           |         |
| 2005    | 2014     | Michel Lescot         |           |         |
| 2014    | 2020     | Michel Pouillot       |           |         |
| 2020    | En cours | Francis Heurley       |           |         |

En 1793, avec la création du premier magistrat de la commune, ce dernier portait le titre "d'Agent Municipal". A Quenne, il prend l'appellation de Maire en 1800 grâce à une loi du 28 pluviôse an VIII (17 février 1800).

## Démographie
L'évolution du nombre d'habitants est connue à travers les recensements de la population effectués dans la commune depuis 1793. Pour les communes de moins de 10 000 habitants, une enquête de recensement portant sur toute la population est réalisée tous les cinq ans, les populations de référence des années intermédiaires étant quant à elles estimées par interpolation ou extrapolation. Pour la commune, le premier recensement exhaustif entrant dans le cadre du nouveau dispositif a été réalisé en 2004.

En 2022, la commune comptait 489 habitants, en évolution de +4,71 % par rapport à 2016 (Yonne : −1,95 %, France hors Mayotte : +2,11 %).
| 1793 | 1800 | 1806 | 1821 | 1831 | 1836 | 1841 | 1846 | 1851 |
| ---- | ---- | ---- | ---- | ---- | ---- | ---- | ---- | ---- |
| 413  | 474  | 453  | 455  | 489  | 447  | 468  | 434  | 475  |

| 1856 | 1861 | 1866 | 1872 | 1876 | 1881 | 1886 | 1891 | 1896 |
| ---- | ---- | ---- | ---- | ---- | ---- | ---- | ---- | ---- |
| 478  | 473  | 473  | 464  | 461  | 458  | 504  | 465  | 421  |

| 1901 | 1906 | 1911 | 1921 | 1926 | 1931 | 1936 | 1946 | 1954 |
| ---- | ---- | ---- | ---- | ---- | ---- | ---- | ---- | ---- |
| 404  | 391  | 340  | 281  | 285  | 284  | 257  | 251  | 245  |

| 1962 | 1968 | 1975 | 1982 | 1990 | 1999 | 2004 | 2006 | 2009 |
| ---- | ---- | ---- | ---- | ---- | ---- | ---- | ---- | ---- |
| 267  | 241  | 297  | 356  | 440  | 469  | 457  | 450  | 455  |

| 2014 | 2019 | 2022 | - | - | - | - | - | - |
| ---- | ---- | ---- | - | - | - | - | - | - |
| 458  | 483  | 489  | - | - | - | - | - | - |

## Économie

### Vignoble
La culture de la vigne y est très ancienne, un grand nombre d'habitants y étaient vignerons, d'après les archives paroissiales du début du XVIIe siècle. Au XIXe siècle, les viticulteurs transportaient leur vin depuis Auxerre sur des embarcations jusqu'aux quais de Paris.

### Énergie
- Parc Eolien : Un parc éolien, le parc éolien de l'Auxerois, constitué de 16 éoliennes de 100 m a été installé en 2015 sur les communes de Chitry et de Quenne. Ainsi 4 éoliennes Vestas de 2 MW sont installées sur le territoire de Quenne[18].

## Culture locale et patrimoine

### Lieux et monuments
- Église Notre-Dame-de-l'Assomption
- Lavoir de Quenne
- Lavoir de Nangis
- Le château de Quenne (style renaissance)

## Pour approfondir